# Виварелли, Пьеро
Пьеро Виварелли (итал. Piero Vivarelli; 26 февраля 1927, Сиена – 7 сентября 2010, Рим) — итальянский режиссер, сценарист и песенник.

## Биография
Следуя примеру младшего брата Роберто, Пьеро Виварелли в очень молодом возрасте стал добровольцем десятой флотилии Итальянской социальной республики после смерти своего отца в 1942 году от рук югославских партизан. С 1949-го по 1990 год был активистом партии Итальянское социальное движение.
Его самыми известными фильмами стали: «Рита, американская дочь» (1965) с Тото в главной роли, «Мистер Х» (1967) с Ритой Павоне, «Змеиный бог» (1970) с Надей Кассини и «Черный декамерон» (1972). Последним фильмом Виварелли стала комедия «Ориентир» (1998). Во многих фильмах использовал псевдоним Donald Murray.
В 1960 году был автором радиопередачи «La coppa del Jazz» на итальянском Radio 2.
Пьеро Виварелли также известен как поэт-песенник (он написал тексты таких известных песен как: «24.000 baci» и «Il tuo bacio è come un rock», которые исполнял Адриано Челентано). Виварелли занимал пост председателя приемной комиссии на Песенном фестивале в Сан-Ремо. Он также писал песни для Мины Мадзини («Vorrei sapere perché»), Литтл Тони («Che tipo rock»), Пеппино Ди Капри («Non siamo più insieme» и «Domani è un altro giorno»).
Стал единственным итальянцем, кто получил карточку Коммунистической партии Кубы от Фиделя Кастро.